# ICE-T列車
ICE-T是德國國鐵411及415型鐵路列車的代號。此系列是德國 城際列車特快（Inter City Express）家族推出的列車。但與其他家族成員不同的是，它不是以速度為設計重點；它是唯一擁有傾斜技術的ICE列車。

## 服務線路
ICE-T的主要服務區域包括了德國南面著名的黑森林、巴伐利亞森林及阿爾卑斯山等山區多彎的路線。另外德國東面亦可發現ICE-T的足跡。
- 東面：ICE-T東面路線由柏林為中心向四方伸展。西北方經漢堡至基爾；東方經萊比錫至德累斯頓。路線亦向南方經萊比錫、紐倫堡至慕尼黑。

- 南面：ICE-T線路由德國南面巴登符騰堡海德堡開始經斯圖加特、瑞士蘇黎世至Chur一段 阿爾卑斯山山區路線，瑞士段與瑞士國鐵ICN傾斜列車路線重疊。

- 西方：西方經萊比錫、Fulda至法蘭克福，或季節性地經Kassel Welhelmshöhe至魯爾區。另外亦會由法蘭克福經曼海姆至Saarbrücken。

- 北方：北方平原較少ICE-T，但亦有較少的班次由漢諾威經漢堡至基爾。

## 技術

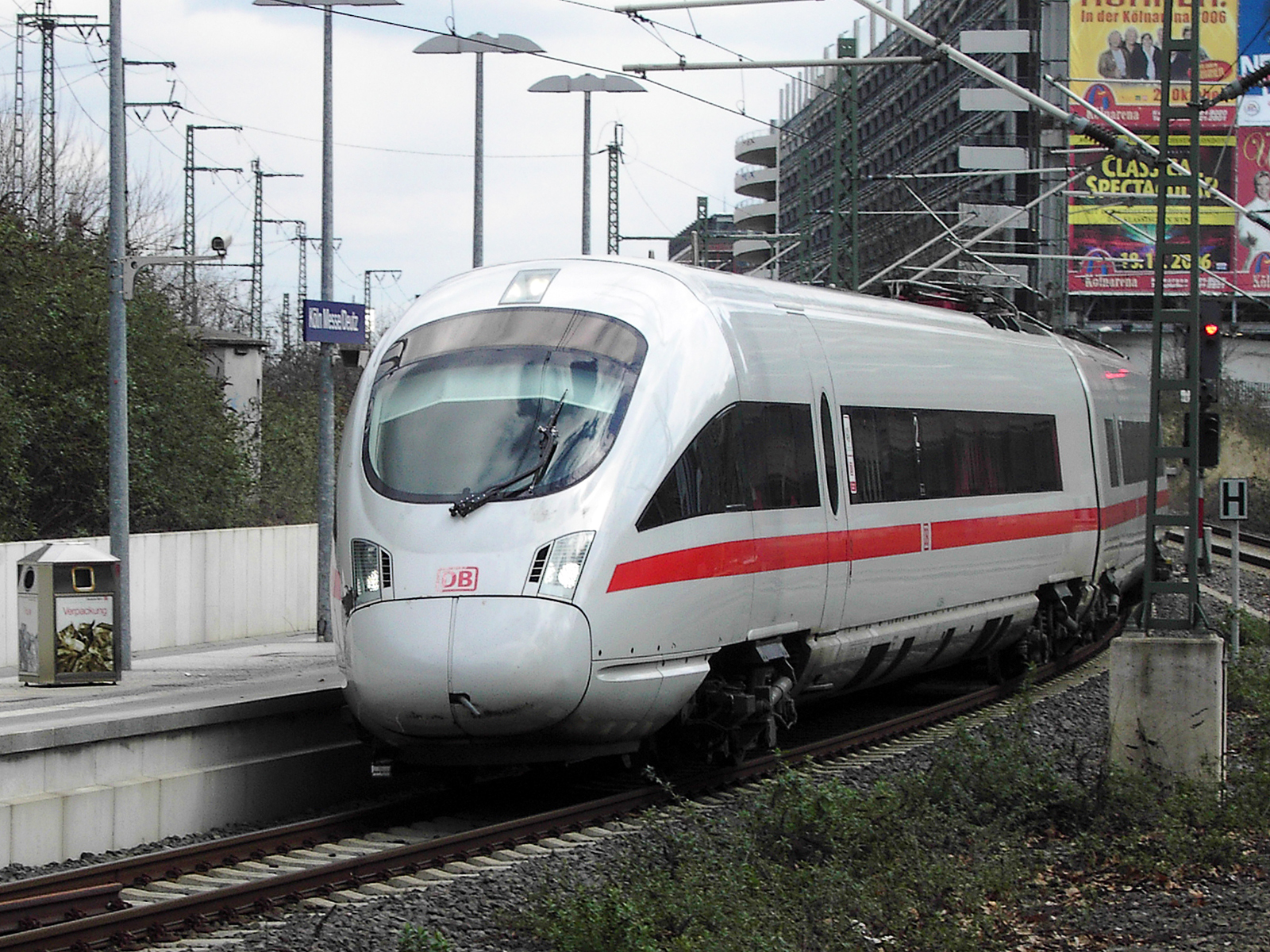
ICE-T列車停靠於科隆中央車站

ICE-T採用合體列車設計。但它不會行走比如科隆至法蘭克福或紐倫堡至英戈尔施塔特等高速路線。相反它只行走已鋪設了的路線，特別在地理上多彎、上坡斜度大的山林區路線，ICE-T便可以表現它獨有的傾斜技術。與其他家族成員一樣，它建了電力臂於車頂上，屬電力推動列車；但它亦有一個為未鋪設電纜地區設計成、採用柴油推動的「雙生兄弟」ICE-TD。
德國國鐵的原形設計是在普通InterCity列車上內傾斜技術，並命名為IC-T。但是計劃最終因市場策略而與Siemens公司合作製成ICE家族列車，並以「T」命名，成為現在的ICE-T。

## 型號

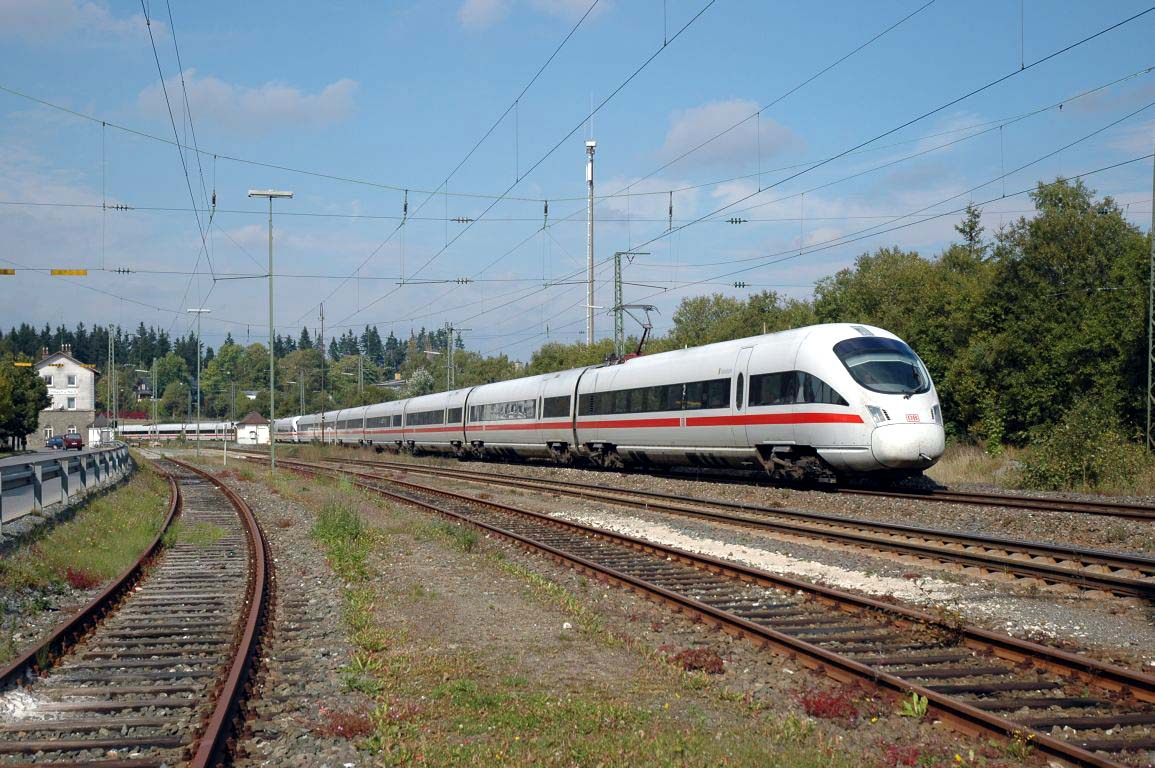
ICE-T411型列車

在德國國鐵列車列表中，ICE-T系統共有三種型號：
- 11列5節車廂的415型
- 32列7節車廂的411型

- 28列在2004－2006年之間額外訂製、有7節車廂的441.5型列車